# Karel Frederik Wenckebach
Karel Frederik Wenckebach (L'Aia, 24 marzo 1864 – Vienna, 11 novembre 1940) è stato un cardiologo olandese.

## Biografia
Nato in una famiglia della buona borghesia colta olandese (il padre era ingegnere, il nonno magistrato della Suprema corte dell'Aia) rimase orfano di padre all'età di 10 anni e si trasferì con la madre a Utrecht, alla cui università si iscrisse nel 1881 conseguendo la laurea in medicina nel 1888. Era affetto da daltonismo. Si dedicò alla ricerca dapprima in Embriologia e successivamente in Fisiologia; sotto la guida di Theodur Wilhelm Engelmann, un pioniere dell'Elettrofisiologia cardiaca, studiò i disturbi del ritmo in preparati di muscolo cardiaco isolato di rana per mezzo di registrazioni chimografiche.
Nel 1892 abbandonò l'attività di ricerca sperimentale per dedicarsi alla pratica cardiologica in un ospedale di Heerlen. Nel 1898, contemporaneamente ad Arthur Cushny, ma indipendentemente da quest'ultimo, fu il primo a osservare l'esistenza, anche negli esseri umani, di una pausa compensatoria successiva a un'extrasistole ventricolare, fenomeno osservato precedentemente solo negli animali da esperimento.
Nel 1899 diede alle stampe il resoconto di un caso clinico: il ritmo cardiaco, in una donna di 40 anni, era caratterizzato da una lunga pausa ogni tre o sei battiti cardiaci. La pausa tuttavia non aveva i caratteri delle "pause compensatorie" successive alle extrasistoli. Wenckebach ritenne che il fenomeno corrispondesse a quello descritto da Luigi Luciani a Lipsia nel cuore isolato di rana, e lo chiamò periodismo di Luciani: gli intervalli fra gli atrii e i ventricoli aumentavano costantemente, ma dopo la pausa più lunga, al termine del sesto battito, il ciclo riprendeva nuovamente il ciclo di base. Wenckebach ipotizzò che la pausa più lunga corrispondesse a un "salto" di una contrazione ventricolare, e che l'aumento progressivo fra le pause fosse dovuto ad alterata conduzione fra gli atri e il ventricolo. Il fenomeno, spiegato nel 1922 da Woldemar Mobitz, dopo l'introduzione dell'Elettrocardiogramma (ignoto ai tempi di Luciani e Wenckebach, venne chiamato periodismo di Wenckebach (o periodismo di Luciani-Wenckebach). Questi lavori permisero a Wenckebach di ottenere una cattedra all'università di Groninga (1901). Nel 1903 pubblicò un libro sulle Aritmie cardiache, dedicato ad Engelmann, considerato un classico della letteratura scientifica.
Dopo l'introduzione dell'elettrocardiografia da parte di Einthoven, Wenckebach riuscì a dimostrare che l'intervallo che si allunga progressivamente appartiene all'intervallo PR; nello stesso articolo ipotizzò l'esistenza di un fascio, chiamato poi "fascio di Wenckebach" coinvolto nel blocco A-V incompleto di secondo grado di tipo Mobitz I.

## Opere
- Karel Frederik Wenckebach, Die unregelmassige Herztatigkeit; vol. 1: Textband - vol. 2 : Tafelband, Leipzig, Engelmann, 1927.
- Karel Frederik Wenckebach, Uber den Mann von funfzig Jahren, Wien ; Leipzig, M. Perles, 1917.
- Karel Frederik Wenckebach, Herz- und Kreislauf- Insuffizienz : ein Kurzes System der Storungen im Kreislauf-Apparat, Dresden, Leipzig, Medizinische praxis: sammlung fur arztliche Fortbildung, 1934.
- Karel Frederik Wenckebach, Die unregelmässige Herztätigkeit und ihre klinische Bedeutung, Wien ; Leipzig, M. Perles, 1914.